# 佐竹正夫
佐竹 正夫（さたけ まさお、1948年3月8日 - ）は、日本の経済学者。専門は環境経済学。東北大学名誉教授。

## 経歴
福岡県に生まれる。1966年福岡県立修猷館高等学校を経て、1971年3月早稲田大学商学部卒業。1973年3月一橋大学大学院経済学研究科理論経済学専攻修士課程修了。1978年年2月オーストラリア国立大学大学院経済学研究科博士課程退学。1979年3月一橋大学大学院経済学研究科理論経済学専攻博士課程単位取得満期退学。
1979年4月小樽商科大学商学部経済学科講師となり、1980年10月助教授を経て、1988年10月教授に就任、同月から一橋大学経済研究所講師を併任。
1994年4月東北大学大学院国際文化研究科国際文化交流論専攻経済交流論講座教授に就任。1997年5月国際経済学研究のためオーストラリア国立大学豪日研究センター研究員として出張。2003年4月東北大学大学院環境科学研究科環境科学専攻教授に就任。2010年4月同副研究科長を務めた。2012年年3月定年退職。